# Dawn (álbum de Yebba)
Dawn é o álbum de estúdio de estreia da cantora e compositora norte-americana Yebba. Seu lançamento ocorreu em 10 de setembro de 2021, por intermédio da RCA Records.

## Antecedentes
Em 2017, Yebba lançou seu single de estreia, "Evergreen", de forma independente, co-escrito com o musicista britânico Jin Jin, o que lhe garantiu um contrato com a Pulse Records. Nesse processo, conheceu Mark Ronson, com quem produziu o Dawn e trabalhou no Late Night Feelings (2019), álbum de estúdio do produtor. Ronson revelou que, ao trabalhar com a artista, descobriu que o seu gosto musical era obstinado. "Você nunca bterá um som, uma cor ou um tom que Yebba não goste", afirmou. "Ela colocou sua confiança em mim, mas apenas em nome de trazer sua visão à realidade", comentou sobre o processo criativo da obra. Mark afirmou, ainda, que Yebba era "uam das maiores vocalistas, compositoras e músicas" com a qual ele já trabalhou.
No final de 2018, um tempo após a morte da sua mãe e muito tempo depois de analisar se gostaria de entrar no mundo da música, Yebba assinou um contrato com a RCA Records. "Eu me certifiquei de fazer uma auto-lição de casa por dois anos e meio, para que pudesse digerir o trauma antes de me comprometer com uma empresa inteira", contou. "Houve um tempo em que, é claro, gostaríamos de tê-la contratado para  Zelig Records (um sub-selo da Columbia Records), mas ela tinha ideias diferentes", admitiu Ronson. Com o contrato já assinado, Yebba começou a compor canções para o seu álbum, que veio a ser intitulado após a morte de sua mãe.

## Recepção crítica
Escrevendo uma avaliação para a Variety, Jem Aswad alegou que o álbum "ocupa um terreno em algum lugar entre a música pop, o R&B e, às vezes, o jazz fusion dos anos 1970, com um piano elétrico tilintante e sintetizadores que evocam a sonoridade de Fulfillingness' First Finale, de Stevie Wonder. "Ela traz um estilo e abordagem diferentes para quase todas as músicas. [...] Qualquer pessoa com bons ouvidos pode escutar esse álbum e saber que há um talento excepcional em ação", afirmou. Para a Exclaim!, A. Harmony afirmou: "Ao longo do álbum, Yebba exibe sagacidade e um controle vocal exemplar. A multiplicidade de gêneros são o seu playground na obra." Avaliando o álbum com nota 80 de 100 para a Clash Music, Amelia Kelly afirmou que o álbim "é o produto de anos de curadoria musical, repleta de emoção e letras lindamente articuladas". David Cobbald, do portal The Line of Best Fit, escreveu que o álbum "é apenas o começo para Yebba e o sol está nascendo em seu futuro promissor."

## Alinhamento de faixas
| N.º            | Título              | Compositor(es)                                                                         | Produtor(es)                                                                                         | Duração |  |
| 1.             | "How Many Years"    | Abbey Smith, James Francies, George Moore                                              | Mark Ronson                                                                                          | 3:07    |  |
| 2.             | "Stand"             | Smith, Francies, Andrew Wyatt, Homer Steinweiss, Nicholas Movshon                      | Ronson, Francies[m], Ricky Damian[m], Zach Brown[m], Carl Bespolka[m]                                | 5:19    |  |
| 3.             | "Boomerang"         | Smith, Ilsey Juber, Thomas Brenneck                                                    | Ronson, Brenneck, Picard Brothers[c], Damian[m], Joe Harrison[m], Simon Guzman[m], Tom Malfalcone[m] | 2:49    |  |
| 4.             | "All I Ever Wanted" | Smith, Francies, Juber, Mark Ronson                                                    | Ronson, Yebba, Francies[m], Damian[v]                                                                | 3:23    |  |
| 5.             | "Far Away"          | Smith, Francies, Jacques Smith II, Malachi Mabson, Charles Myers, Rakim Mayers         | Ronson, Yebba, Damian[c], Hector Delgado[c]                                                          | 3:19    |  |
| 6.             | "Dawn"              | Smith                                                                                  | Yebba                                                                                                | 0:34    |  |
| 7.             | "October Sky"       | Smith                                                                                  | Ronson, Damian[m]                                                                                    | 3:14    |  |
| 8.             | "Louie Bag"         | Smith, Francies, Dacoury Natche, Kurtis McKenzie, Christopher Smith Jr., Kamaal Fareed | Yebba, Francies[m], DJ Dahi[m], Damian[m]                                                            | 3:42    |  |
| 9.             | "One More Smile"    | Smith, Francies                                                                        | Damian                                                                                               | 1:56    |  |
| 10.            | "Love Came Down"    | Smith, Juber, Ronson                                                                   | Ronson, Kaytranada, Picard Brothers[c], Hudson Mohawke[c]                                            | 2:57    |  |
| 11.            | "Distance"          | Smith, Francies, Alana Chenevert, Peter Wilkins                                        | Ronson, Yebba                                                                                        | 4:15    |  |
| 12.            | "Paranoia Purple"   | Smith                                                                                  | Yebba                                                                                                | 4:33    |  |
| Duração total: | Duração total:      | Duração total:                                                                         | Duração total:                                                                                       | 38:48   |  |

Notas
- ↑[c]  denota co-produtor
- ↑[m]  denota produtores diversificados
- ↑[v]  denota produtor vocal
- "Stand" contém uma interpolação de "When U Went Away", interpretada por Mark Ronson e com vocais de Yebba.